# Marin de Sa Majesté
Pour plus de détails, voir Fiche technique et Distribution.
Marin de Sa Majesté (Brown on Resolution) est un film britannique réalisé par Walter Forde et Anthony Asquith (seconde équipe), sorti en 1935.

## Synopsis
En 1893, Betty Brown tombe amoureuse d'un jeune officier de marine. Lorsqu'il est appelé à rejoindre son navire, elle lui cache le fait qu'elle est enceinte. Le petit Albert Brown est alors élevé par sa mère et il rejoint la Royal Navy dès qu'il est en âge de la faire.
Lors de la Première Guerre mondiale, son navire est coulé dans le Pacifique et il est fait prisonnier avec d'autres par un navire allemand. Ce dernier est touché lors d'un accrochage et son capitaine décide de jeter l'ancre près d'une petite île pour faire les réparations. Brown en profite pour s'échapper après avoir volé un fusil et des munitions. À terre, il se cache et arrive à tuer plusieurs marins allemands avant d'être lui-même abattu. Il n'a pas eu le temps de savoir que son action avait ralenti les réparations suffisamment pour qu'un navire britannique ait le temps d'arriver et de couler le cuirassé allemand. Son corps est alors trouvé par son père, qui reconnaît la montre qu'il avait donné à Betty des années auparavant.
Brown devient un héros à titre posthume et une croix est érigée sur l'île pour commémorer son action.

## Fiche technique
- Titre original : Brown on Resolution
- Titre français : Marin de Sa Majesté
- Titre américain : Born for Glory
- Titre anglais lors de la sortie en vidéo : Forever England
- Réalisation : Walter Forde
- Réalisation seconde équipe : Anthony Asquith
- Scénario : J.O.C. Orton (en), d'après le roman Brown for Resolution de Cecil Scott Forester
- Direction artistique : Alfred Junge
- Photographie : Bernard Knowles
- Son : Philip Dorté, T.S. Lyndon-Haynes
- Montage : Otto Ludwig
- Musique : Hubert Bath, Louis Levy
- Production : Michael Balcon
- Société de production : Gaumont-British Picture Corporation
- Société de distribution : Gaumont British Distributors
- Pays de production :  Royaume-Uni
- Langue originale : anglais
- Format : Noir et blanc — 35 mm — 1,37:1 — son mono
- Genre : film de guerre
- Durée : 80 minutes
- Dates de sortie :
  - États-Unis : 19 octobre 1935
  - Royaume-Uni : 11 novembre 1935
  - France : 21 août 1936

## Distribution
- Betty Balfour : Elizabeth "Betty" Brown
- John Mills : Albert Brown
- Barry MacKay (en) : Lieutenant Somerville
- Jimmy Hanley : Ginger
- Howard Marion-Crawford : Max
- H.G. Stoker : Capitaine Holt
- Percy Walsh : Capitaine von Lutz
- George Merritt : William Brown
- Cyril Smith : William Brown Jr.